# Стварање представника планете 8
„Стварање представника планете 8“ (енгл. The Making of the Representative for Planet 8) је роман британске књижевнице, добитнице Нобелове награде за књижевност, Дорис Лесинг. Ово дело научне фантастике, објављено 1982, четврто је од пет дела из серије романа „Канопус у Аргу“. Радња овог романа, говори о далекој планети чија клима постаје хладнија, па њени становници добијају помоћ и вођство од стране милосрдних становника Канопуса у Аргу.
Године 1986. амерички композитор Филип Глас је на основу овог дела написао оперу истог назива, за коју је Лесинг написала либрете.